# Alfred Seyffertitz
Alfred Seyffertitz (* 6. Oktober 1884 in München; † 10. Mai 1944 in Linz) war Gründer und Kommandeur der „Republikanischen Schutztruppe“ während der Kämpfe um die Münchner Räterepublik 1918/19.

## Leben

### Herkunft

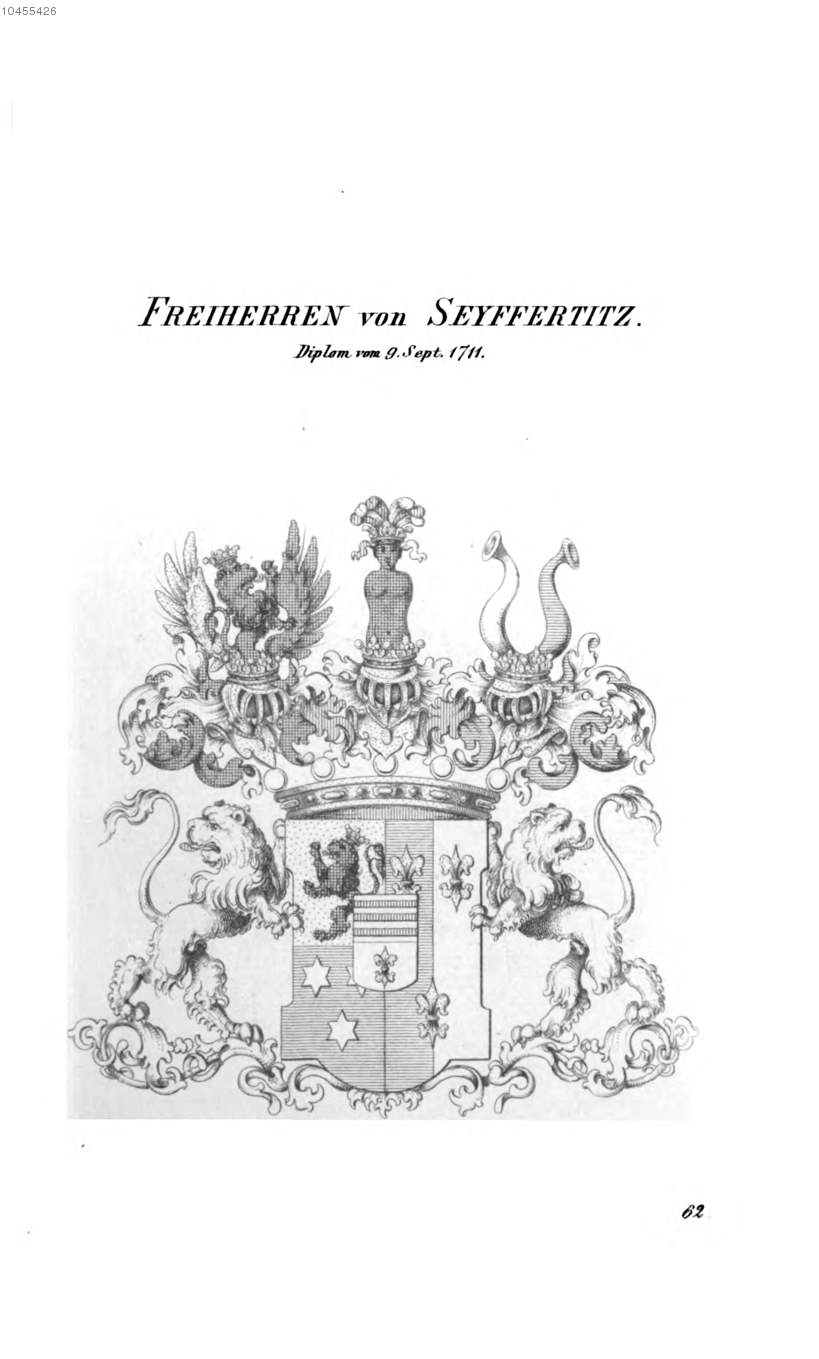
Das zum von Seyffertitz beanspruchten Adelsprädikat gehörige Familienwappen

Alfred entstammte dem alten uckermärkischen Adelsgeschlecht von Seyffertitz, das 1711 mit seinem Ur-Ur-Ur-Ur-Großvater, dem begüterten polnisch-kursächsischen Generalmajor Johann Adam von Seyffertitz (1666–1736), von August dem Starken als Reichsvikar in den Reichsfreiherrnstand erhoben wurde. Alfreds Großvater, der vormalige Hüttenwerk-Kommis, seit 1859 Syndikus Adolf Freiherr von Seyffertitz (* 1812 auf dem Familiengut in Ahlsdorf), begründete die luxemburgische Linie des Geschlechts, heiratete die Mutter seines am 2. März 1848 geborenen Sohnes, Elisabeth, geb. Peffer (* 1826), aber erst 1850.
Alfred Seyffertitz war der Sohn ebenjenes Sohnes, des vormaligen Sergeants im Luxemburger Jägerbataillon, dann nach Deutschland rückgesiedelten Redakteurs und Verlegers Johann Baptist (Freiherr) von Seyffertitz (* 1848 in Bereldingen) und der Wilhelmine Pauline, geborene Mühleder (* 1858 in Roth), die er am 25. März 1884 in Fürth, also nur sechs Monate vor Alfreds Geburt, geheiratet hatte. Alfred Seyffertitz führte auf Grund der Abstammung wiederholt das Adelsprädikat von, was ihm am 29. August 1914 wegen Verstoßes gegen geltendes Adelsrecht (möglicherweise im Hinblick auf die adelsrechtlich problematische, unkonventionelle Heiratspraxis von Vater wie Großvater) unter Strafandrohung behördlich verboten wurde.

### Freiwilliger im Ersten Weltkrieg
Am 2. Oktober 1914 meldete er sich als Kriegsfreiwilliger dem 3. Rekrutierungsdepot des Ersatzbattalions des Königlich Bayerischen Infanterie-Leib-Regiments. Am 14. Dezember 1914 wurde er als „dienstunbrauchbar“ entlassen. Am 25. März 1915 meldete er sich wieder als Kriegsfreiwilliger beim 1. Rekrutierungsdepot der 11. Ersatzabteilung des Königlich Bayerischen 4. Feldartillerie-Regiments „König“. Am 20. Januar 1916 wurde er überzähliger Gefreiter. Er wurde verschiedentlich ins Lazarett eingewiesen und wechselnden Einheiten zugewiesen. Am 9. Dezember 1916 und 15. Mai 1917 wurde er zur „Arbeitsaufnahme“ aus dem Militärdienst entlassen.

### Kommandeur der „Republikanischen Schutztruppe“
Ab 3. Juli 1918 führte er wieder das Prädikat »von« und wohnte am Stachus. Im Dezember 1918 gründete er mit Finanzierung durch die Antibolschewistische Liga die „Republikanische Schutztruppe“ aus gedienten Frontsoldaten. Am 30. Januar 1919 zog er als ihr Kommandeur in die Grundschule an der Schwindstraße in München. Am 13. April 1919 beim „Palmsonntagsputsch“ beabsichtigte die „Republikanische Schutztruppe“ im Einvernehmen mit dem abgesetzten, nach Bamberg ausgewichenen bayerischen Ministerpräsidenten Johannes Hoffmann und dessen Militärminister Ernst Schneppenhorst, den Revolutionären Zentralrat der Räterepublik mit Sitz im Wittelsbacher Palais abzusetzen und gefangen zu nehmen. Sie verschleppten 13 Personen nach Eichstätt, darunter acht Mitglieder des Zentralrats, mit dabei auch der anarchistische Literat Erich Mühsam, bis dahin einer der maßgeblichen Wortführer der Räterepublik:
1. Erich Mühsam
2. Franz Lipp, Volksbeauftragter für Äußeres
3. Fritz Soldmann, Volksbeauftragter für Inneres
4. August Hagemeister, Volksbeauftragter für Volkswohlfahrt[3]
5. Otto Killer, zeitweiliger Volksbeauftragter für Militär[4]
6. Arnold Wadler (USPD), Volksbeauftragter für Wohnungswesen
7. Josef Baison (1888–1945), Schlosser der Lokomotiven- und Maschinenfabrik J.A. Maffei Hirschau im Englischen Garten, kurzzeitig beim „Revolutionären Zentralrat“[5]
8. Georg Kandlbinder (MSPD)[6]
9. Anton Hofmann (KPD)[7]
10. Rudolf Reimund Ballabene[8]
11. Hans Bastian, Beratendes Mitglied des „Revolutionären Zentralrats“
12. Anton Kurth Vorsitzender der USPD Sendling[9]
13. Alfons Braig[10]
14. Leopold Ballabene

Jedoch konnten sich wichtige Entscheidungsträger einer Festnahme entziehen, unter ihnen beispielsweise Ernst Toller, Gustav Landauer und führende KPD-Politiker. Diese riefen die Bevölkerung zu Demonstrationen gegen den Putschversuch auf. Die Erwartung Seyffertitz’, dass sich weitere Münchner Truppenverbände seiner Aktion anschließen würden, erfüllte sich nicht. In der Hoffnung, Verstärkung von außen zu erhalten, besetzte die Republikanische Schutztruppe den Münchner Hauptbahnhof als Rückzugsort. Nach insgesamt 21 Todesopfer fordernden Gefechten mit der neu aufgestellten Roten Armee unter dem Kommando von Rudolf Egelhofer gab Seyffertitz gegen 21 Uhr auf und entwich letztlich mit den verbliebenen Angehörigen seiner „Schutztruppe“ per Bahn nach Eichstätt. Damit war sein Putschversuch gegen die Münchner Räterepublik, die sich noch zwei weitere Wochen halten konnte, gescheitert.
In der weiteren Folge kam es zum massiven Einsatz von Freikorps- und Reichswehrtruppen gegen die Räterepublik, die schließlich deren militärischer Übermacht bis zum 2. Mai 1919 unterlag.
Am 24. Oktober 1919 wurde Alfred Seyffertitz von seinen militärischen Aufgaben entbunden.

### Späteres Leben
Seyffertitz lebte bis 1929 in Fürstenfeldbruck und Augsburg. Von 1929 bis zum 15. Juni 1939 war er Angestellter in München. Danach wohnte er in Linz.